# Cass megye (Iowa)
Cass megye az Amerikai Egyesült Államokban, azon belül Iowa államban található. Lakosainak száma 13 127 fő (2020. április 1.). Cass megye Audubon, Montgomery, Shelby, Pottawattamie, Adams, Adair és Guthrie megyékkel határos.

## Népesség
A megye népessége az elmúlt években az alábbi módon változott:
| Lakosok száma | 13 928 | 13 774 | 13 716 | 13 598 | 13 427 | 13 127 |
|               | 2010   | 2011   | 2012   | 2013   | 2015   | 2020   |